# Здани
Здани (пол. Zdany) — село в Польщі, у гміні Збучин Седлецького повіту Мазовецького воєводства.
Населення — 111 осіб (2011).
У 1975—1998 роках село належало до Седлецького воєводства.

## Демографія
Демографічна структура станом на 31 березня 2011 року:
|          | Загалом | Допрацездатний вік | Працездатний вік | Постпрацездатний вік |
| -------- | ------- | ------------------ | ---------------- | -------------------- |
| Чоловіки | 58      | 16                 | 36               | 6                    |
| Жінки    | 53      | 9                  | 35               | 9                    |
| Разом    | 111     | 25                 | 71               | 15                   |